# Château de Minowa
Le château de Minowa (箕輪城, Minowa-jō) se trouve à Takasaki dans la préfecture de Gunma au Japon.

## Histoire
Le château de Minowa est construit en 1526 par Nagano Narimasa du clan Nagano (lui-même tributaire du clan Uesugi) basé à Nagano dans la province de Kozuke. En 1566, la garnison du château, menée par Nagano Narimori (daimyo du château depuis la mort de son père Narimasa en 1561) et Kamiizumi Nobutsuna, sont attaqués par les forces du clan Takeda contrôlé par Takeda Shingen durant le siège de la forteresse. Une sortie du château effectuée par Nobutsuna a pour conséquence un assaut réussi par les forces de Shingen. Tout le château tombe entre les mains des assaillants hormis une petite partie qui reste sous le contrôle de Nobutsuna. Shingen est si impressionné par Nobutsuna qu'il le laisse partir sain et sauf, lui demandant même de se joindre à lui, offre que décline Nobutsuna. Shingen laisse le château à un de ses généraux, Masatoyo Naitō.
Après le siège, le château reste aux clans Takeda, Oda et Hōjō. En 1590, Ii Naomasa du clan Ii devient daimyo. Il n'occupe le château que huit ans, jusqu'en 1598, quand il déménage au château de Takasaki, ensuite de quoi le château de Minowa est abandonné.
Tout ce qui reste à présent du château de Minowa sont les ruines des murs en pierre, des œuvres de terrassement et les fossés. L'emplacement est cependant inhabituel par sa grande taille qui occupe quarante-sept hectares, ce qui en fait un des sites de château les plus étendus de la préfecture de Gunma.